# Bai Bureh Warriors
El Bai Bureh Warriors es un equipo de fútbol de Sierra Leona que juega en la Primera División de Sierra Leona, la segunda liga de fútbol más importante del país.

## Historia
Fue fundado en la ciudad de Port Loko y han jugado en varias temporadas en la Liga Premier de Sierra Leona, aunque no lo hacen desde la temporada 2005, año en que descendieron. Nunca han ganado la máxima categoría del país, pero han sido campeones de copa en 2 ocasiones, la última en 1982.
A nivel internacional han estado en 2 torneos continentales, en donde su mejor participación ha sido en la Recopa Africana 1979, en la que fue eliminado en la segunda ronda por el Horoya AC de Guinea, equipo que curiosamente lo eliminó en su segunda participación.

## Palmarés
- Copa de Sierra Leona: 2

1978, 1982

## Participación en competiciones de la CAF
| Temporada | Torneo          | Ronda | Club      | Casa | Visita | Global |
| --------- | --------------- | ----- | --------- | ---- | ------ | ------ |
| 1979      | Recopa Africana | 1     | UDIB      | 2-1  | 1-1    | 3-2    |
| 1979      | Recopa Africana | 2     | Horoya AC | 0-1  | 0-3    | 0-4    |
| 1983      | Recopa Africana | 1     | Horoya AC | 2-3  | 0-1    | 2-4    |